# Посторонкэ, Петру
Петру Посторонкэ (рум. Petru Postoroncă) — молдавский футболист. Защитник и полузащитник.

## Биография
Посторонкэ родился 9 декабря 1991 года в Кишинёве. Воспитанник «Дачии», с которой в декабре 2011 года подписал свой первый профессиональный контракт сроком на 3,5 года и дебютировал в Национальном дивизионе Молдавии.
В 2013 году перешёл в ФК «Сфинтул» из Суручен. С сезона 2016/17 выступает за команду «Унгень» из города Унгены под 27-м номером.
В 2020 году вместе со своим соотечественником Олегом Моллой  перешел в немецкую команду низшей лиги «Лангенвинкель». Футболистов позвал к себе его румынский тренер Дан Калинеску.

## Международная карьера
4 июля 2013 года Петру Посторонкэ дебютировал на международной арене, сыграв в матче квалификационного раунда Лиги Европы против албанской «Теуты» (1:3). В ответном поединке, где Петру также принимал участие, «Дачия» оказалась сильнее 2:0.

## Достижения
- Серебряный призёр чемпионата Молдавии: (3): 2014/15, 2012/13, 2011/12
- Победитель Первого дивизиона Молдавии: 2015/16
- Финалист Кубка Молдавии: 2014/15